# Kromoljetryck
Kromoljetryck, även kallat oljetryck, är ett av G. E. Rawlins 1904 uppfunnet fotografiskt kopieringsförfarande. Ett papper preparerat med gelatin behandlas med bikromatlösning och belyses efter torkning under ett negativ. På de belysta ställena blir gelatinet garvat, och dessa ställen förblir därför torra vid en efterföljande behandling med vatten, under det att de obelysta ställena suger upp vatten. Behandlas kopian sedan med fet färg, erhålls en positiv bild, eftersom den feta färgen endast fastnar på de torra ställena, under det att de fuktiga stöter bort färgen. Behandlingen med fet färg kan ske partiellt och man är mindre bunden vid negativets karaktär. Detta förfarande erbjuder därför större individuell frihet än de vanliga kopieringsförfarandena.